# Лазуренко Данило Семенович
Лазуренко Данило Семенович (11 (24) грудня 1906, Вільшани, нині Дергачівського району — 20 жовтня 1978, Дніпропетровськ) — український радянський режисер, Заслужений діяч мистецтв УРСР (1948).
Брав участь у художній самодіяльності з п'ятнадцятирічного віку. Закінчив Харківський музично-драматичний інститут (1929).
З 1930 року працював режисером Харківського Червоназаводського робітничого українського театру. З 1933 театр переведений до Сталіного (Донецьк) і став Сталінським державним українським музично-драматичним театром імені Артема. З 1938 Данило Лазуренко був художнім керівником цього театру.
У 1949 став художнім керівником Дніпропетровського українського драматичного театру імені Тараса Шевченка, де пропрацював 10 років. У 1959—1961 роках — головний режисер Миколаївського українського музично-драматичного театру. Після виходу на пенсію проживав у Дніпропетровську.
Основні постановки: «Отелло» Вільяма Шекспіра (1952), «Наймичка» Івана Карпенка-Карого (1938), «Свіччине весілля» Івана Кочерги, «Загибель ескадри» Олександра Корнійчука, «Єгор Буличов та інші» і «Міщани» Максима Горького.
Нагороджений орденами Трудового Червоного Прапора та «Знак Пошани».